# Магда Міхалаке
Магда Міхалаке (нар. 6 липня 1981) — колишня румунська тенісистка.
Найвищу одиночну позицію світового рейтингу — 176 місце досягла 9 травня 2005, парну — 120 місце — 1 листопада 1999 року.
Здобула 5 одиночних та 12 парних титулів туру ITF.
Завершила кар'єру 2015 року.

## Фінали ITF

### Одиночний розряд (5–10)
| Легенда          |
| ---------------- |
| турніри $100,000 |
| турніри $75,000  |
| турніри $50,000  |
| турніри $25,000  |
| турніри $10,000  |

| Фінали за покриттям |
| ------------------- |
| Тверде (2–0)        |
| Ґрунт (3–10)        |
| Трава (0–0)         |
| Килим (0–0)         |

| Результат | Ранг | Дата            | Турнір                            | Покриття   | Суперниця           | Рахунок       |
| --------- | ---- | --------------- | --------------------------------- | ---------- | ------------------- | ------------- |
| Поразка   | 1.   | 22 вересня 1996 | Боссонан, Швейцарія               | Ґрунт      | Камілла Кремер      | 3–6, 3–6      |
| Поразка   | 2.   | 14 вересня 1997 | Клуж-Напока, Румунія              | Ґрунт      | Мартина Суха        | 5–7, 6–3, 4–6 |
| Поразка   | 3.   | 27 червня 1999  | Сопот (Польща), Польща            | Ґрунт      | Анна Бєлень-Жарська | 2–6, 3–6      |
| Поразка   | 4.   | 2 квітня 2000   | Ам'єн, Франція                    | Ґрунт (i)  | Кім де Вейлле       | 2–6, 3–6      |
| Перемога  | 1.   | 6 квітня 2003   | Стамбул, Туреччина                | Тверде (i) | Олена Весніна       | 4–6, 6–2, 6–2 |
| Перемога  | 2.   | 13 квітня 2003  | Анталія, Туреччина                | Ґрунт      | Аннетте Кольб       | 7–5, 6–1      |
| Поразка   | 5.   | 30 травня 2004  | Кампобассо, Італія                | Ґрунт      | Саня Мірза          | 3–6, 4–6      |
| Перемога  | 3.   | 11 липня 2004   | Дармштадт, Німеччина              | Ґрунт      | Оса Свенссон        | 6–1, 3–6, 7–5 |
| Поразка   | 6.   | 3 квітня 2005   | Рим, Італія                       | Ґрунт      | Роміна Опранді      | 4–6, 4–6      |
| Поразка   | 7.   | 10 квітня 2005  | Рим, Італія                       | Ґрунт      | Цветана Піронкова   | 5–7, 5–7      |
| Перемога  | 4.   | 17 квітня 2005  | Чивітавекк'я, Італія              | Ґрунт      | Марет Ані           | 1–6, 7–5, 6–4 |
| Поразка   | 8.   | 23 липня 2006   | Дармштадт, Німеччина              | Ґрунт      | Моніка Нікулеску    | 0–6, 1–6      |
| Поразка   | 9.   | 7 серпня 2006   | Гехінген (Цоллернальб), Німеччина | Ґрунт      | Татьяна Марія       | 2–6, 3–6      |
| Перемога  | 5.   | 21 жовтня 2006  | Лагос, Нігерія                    | Тверде     | Агнеш Сатмарі       | 6–1, 3–6, 6–4 |
| Поразка   | 10.  | 10 вересня 2007 | Софія, Болгарія                   | Ґрунт      | Даниця Крстаїч      | 6–3, 2–6, 2–6 |

### Парний розряд (12–15)
| Легенда          |
| ---------------- |
| турніри $100,000 |
| турніри $75,000  |
| турніри $50,000  |
| турніри $25,000  |
| турніри $10,000  |

| Фінали за покриттям |
| ------------------- |
| Тверде (3–2)        |
| Ґрунт (7–10)        |
| Трава (0–0)         |
| Килим (2–3)         |

| Результат | Ранг | Дата            | Турнір                    | Покриття   | Партнерка                | Суперниці                             | Рахунок          |
| --------- | ---- | --------------- | ------------------------- | ---------- | ------------------------ | ------------------------------------- | ---------------- |
| Поразка   | 1.   | 28 липня 1997   | Горб-ам-Неккар, Німеччина | Ґрунт      | Аліче Пірсу              | Юлія Абе Рені Рід                     | 3–6, 3–6         |
| Поразка   | 2.   | 1 вересня 1997  | Клуж-Напока, Румунія      | Ґрунт      | Аліче Пірсу              | Ольга Виметалкова Бланка Кумбарова    | 6–7(3), 6–4, 4–6 |
| Поразка   | 3.   | 8 вересня 1997  | Клуж-Напока, Румунія      | Ґрунт      | Ольга Виметалкова        | Павліна Бартункова Гелена Фремутова   | 4–6, 4–6         |
| Поразка   | 4.   | 15 вересня 1997 | Клуж-Напока, Румунія      | Ґрунт      | Адріана Барна            | Тетяна Ковальчук Ганна Запорожанова   | 4–6, 7–5, 3–6    |
| Поразка   | 5.   | 15 грудня 1997  | Кашкайш, Португалія       | Ґрунт      | Анжеліка Бахманн         | Кірстін Фрає Анна Бєлень-Жарська      | 7–6(4), 0–6, 4–6 |
| Поразка   | 6.   | 31 серпня 1998  | Софія, Болгарія           | Ґрунт      | Зузана Валекова          | Любомира Бачева Майке Каутстал        | 1–6, 5–7         |
| Поразка   | 7.   | 8 лютого 1999   | Бірмінгем, Англія         | Тверде (i) | Анжеліка Бахманн         | Кім де Вейлле Суріна Де Беер          | 4–6, 1–6         |
| Поразка   | 8.   | 29 березня 1999 | Понтеведра, Іспанія       | Тверде     | Оана Елена Голімбйоскі   | Дон Бут Ребекка Єнсен                 | 6–7(7), 6–7(5)   |
| Поразка   | 9.   | 3 травня 1999   | Афіни, Греція             | Ґрунт      | Суріна Де Беер           | Еві Домінікович Бріанн Стюарт         | 5–7, 4–6         |
| Перемога  | 1.   | 24 травня 1999  | Варшава, Польща           | Ґрунт      | Єлена Костанич-Тошич     | Чо Юн Чон Пак Сон Хі                  | 6–1, 6–3         |
| Перемога  | 2.   | 21 червня 1999  | Сопот (Польща), Польща    | Ґрунт      | Зузана Валекова          | Ленка Ценкова Надія Островська        | 6–2, 6–4         |
| Перемога  | 3.   | 26 липня 1999   | Единбург, Шотландія       | Ґрунт      | Петра Мандула            | Труді Мусгрейв Лорна Вудрофф          | 3–6, 6–4, 6–3    |
| Перемога  | 4.   | 4 жовтня 1999   | Батумі, Грузія            | Килим (i)  | Зузана Валекова          | Кетеліна Крістя Суріна Де Беер        | 6–4, 3–6, 6–4    |
| Поразка   | 10.  | 11 жовтня 1999  | Велін, Англія             | Килим (i)  | Зузана Валекова          | Мая Матевжич Драгана Зарич            | 6–7(1), 7–5, 2–6 |
| Поразка   | 11.  | 18 жовтня 1999  | Саутгемптон, Англія       | Килим (i)  | Зузана Валекова          | Жулі Пуллен Лорна Вудрофф             | 3–6, 2–6         |
| Перемога  | 5.   | 27 березня 2000 | Ам'єн, Франція            | Ґрунт (i)  | Зузана Валекова          | Маріана Діас-Оліва Аліенор Трісеррі   | 6–2, 6–4         |
| Перемога  | 6.   | 17 квітня 2000  | Filothei, Греція          | Ґрунт      | Аліенор Трісеррі         | Кінга Берец Адрієнн Хегюдюш           | 6–2, 5–7, 7–5    |
| Поразка   | 12.  | 21 травня 2000  | Казале-Монферрато, Італія | Ґрунт      | Биляна Павлова-Димитрова | Клое Карлотті Ева Фіслова             | 1–6, 4–6         |
| Перемога  | 7.   | 14 серпня 2000  | Стамбул, Туреччина        | Тверде     | Тонґ Ка-по               | Марія Головизніна Євгенія Куликовська | 6–1, 6–2         |
| Перемога  | 8.   | 11 червня 2001  | Градо, Італія             | Ґрунт      | Єлена Костанич-Тошич     | Рената Кучерова Ева Мартінцова        | 5–7, 6–3, 7–5    |
| Перемога  | 9.   | 5 лютого 2002   | Редбрідж (боро), Англія   | Тверде (i) | Катерина Сисоєва         | Гелен Крук Сунь Тяньтянь              | 4–6, 6–4, 6–4    |
| Поразка   | 13.  | 29 квітня 2002  | Мальє, Італія             | Килим (i)  | Едіна Галловіц-Халл      | Янь Цзи Чжен Цзє                      | 4–6, 1–6         |
| Перемога  | 10.  | 18 лютого 2003  | Бухен, Німеччина          | Килим (i)  | Зіна Шрайбер             | Леслі Буткевіч Кім Кілсдонк           | 6–2, 6–3         |
| Перемога  | 11.  | 24 березня 2003 | Афіни, Греція             | Ґрунт      | Руксандра Марін          | Зузана Черна Кароліне Корсаве         | 6–2, 6–3         |
| Поразка   | 14.  | 7 липня 2006    | Бостад, Швеція            | Ґрунт      | Міхаела Бузернеску       | Еріка Краут Орелі Веді                | 6–2, 4–6, 4–6    |
| Перемога  | 12.  | 9 жовтня 2006   | Лагос, Нігерія            | Тверде     | Лаура Зігемунд           | Ліза Сабіно Монтіні Тангпхонг         | 6–3, 6–3         |
| Поразка   | 15.  | 18 червня 2007  | Фонтанафредда, Італія     | Ґрунт      | Кармен Клашка            | Мервана Югич-Салкич Теодора Мирчич    | 2–6, 1–6         |